# Costicǎ Olaru
Pour les articles homonymes, voir Olaru.
Costicǎ Olaru, né le 1er août 1960 à Somova, est un céiste roumain. 

## Carrière
Aux Championnats du monde de course en ligne de canoë-kayak de 1983, il est médaillé d'or du C-1 500 m et médaillé d'argent du C-1 1 000 m.
Costicǎ Olaru participe aux Jeux olympiques de 1984 à Los Angeles et remporte la médaille de bronze en C-1 500 m.